# Gonimbrasia hoehneli
Gonimbrasia hoehneli är en fjärilsart som beskrevs av Alois Friedrich Rogenhofer 1891. Gonimbrasia hoehneli ingår i släktet Gonimbrasia och familjen påfågelsspinnare. Inga underarter finns listade i Catalogue of Life.